# Medicina tradicional chinesa

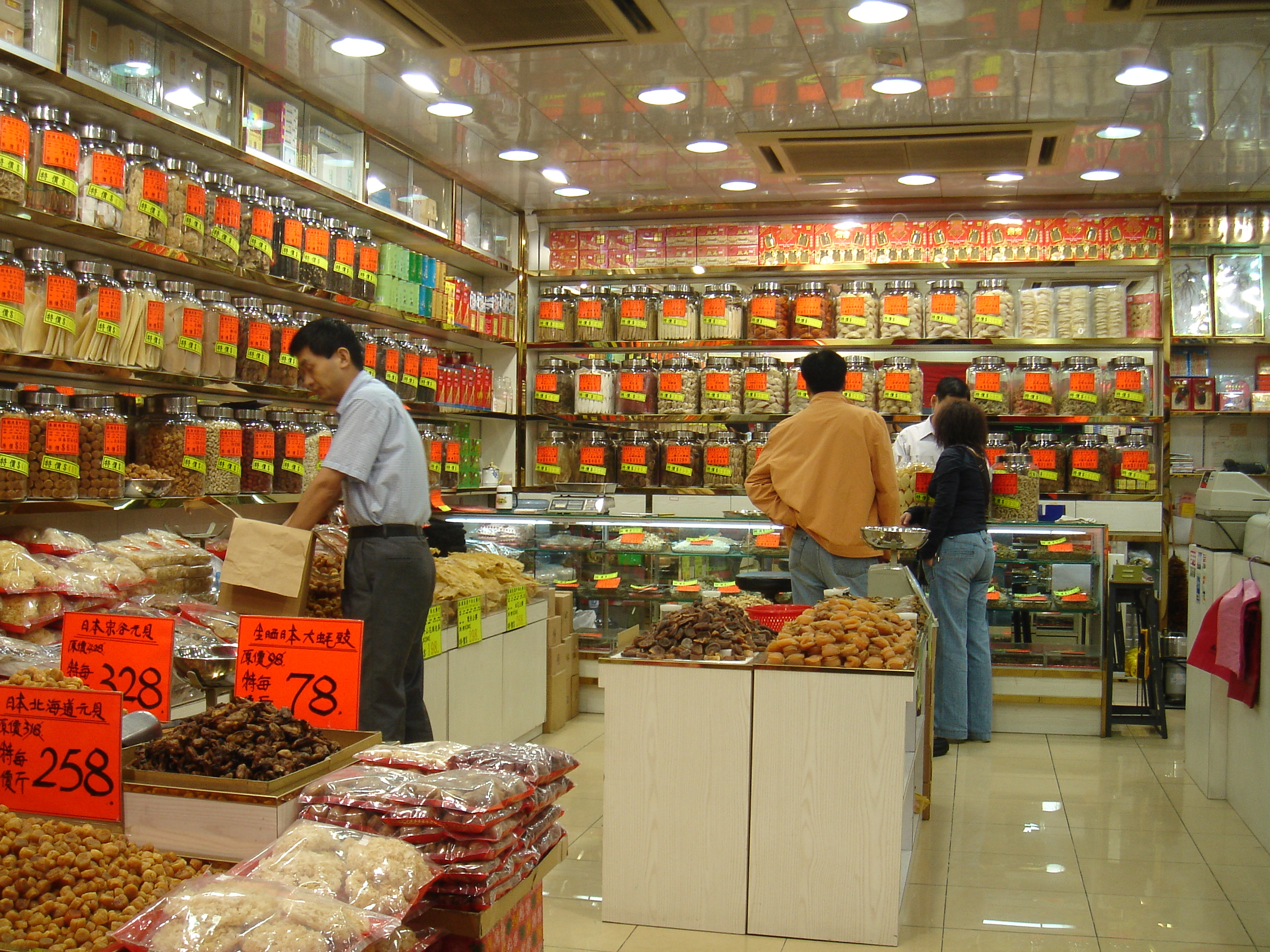
Venda de produtos para MTC em Hong Kong.

A medicina tradicional chinesa (MTC; em chinês: 中醫; romaniz.: zhōngyī xué; ou ainda em chinês: 中藥學; romaniz.: zhōngyaò xué), é a denominação usualmente dada ao conjunto de práticas de medicina tradicional em uso na China, desenvolvidas no curso de sua história. A MTC é utilizada principalmente como medicina alternativa, com caráter integrativo e complementar — não substitutivo — à medicina alopática. Observe-se que é uma história que não corresponde exatamente a China que conhecemos hoje, e sim a Ásia, ao longo de milhares de anos, quando foram se consolidando as fronteiras dos atuais países e desenvolvendo uma civilização que reuniu mais da metade das descobertas e invenções tecnológicas do "mundo moderno".
Para Padilla (o.c.) a medicina chinesa pode ser considerada, portanto, uma "sistematização" das mais antigas formas de medicina oriental, abrangendo, para fins de estudo, as outras medicinas da Ásia, como os sistemas médicos tradicionais do Japão, Taiwan, das Coreias, do Tibete e da Mongólia.
A MTC foi desenvolvida empiricamente a partir da experiência clínica, e documentada em muitos textos, hoje clássicos. Se fundamenta numa estrutura teórica sistemática e abrangente, de natureza filosófica. Ela inclui entre seus princípios o estudo da relação de yin-yang, da teoria dos cinco elementos e do sistema de circulação da energia pelos meridianos do corpo humano.
Tendo como base o reconhecimento das leis fundamentais que governam o funcionamento do organismo humano e sua interação com o ambiente segundo os ciclos da natureza, procura aplicar esta compreensão tanto ao tratamento das doenças quanto à manutenção da saúde através de diversos métodos.

## Avaliação científica
A MCT tem, por princípio básico, a teoria da energia vital do corpo (chi ou qi) que circula pelo corpo através de canais, chamados de meridianos, os quais teriam ramificações que os conectariam aos órgãos. Os conceitos de "corpo" e "doença" utilizados pela Medicina Tradicional Chinesa se baseiam em noções de uma cultura pré-científica, similar à teoria europeia dos humores (humorismo), em voga até o advento das pesquisas médicas modernas dos anos 1800. Pesquisas científicas não encontraram nenhuma prova fisiológica ou histológica dos conceitos tradicionais chineses, como qi, meridianos ou mesmo pontos de acupuntura.

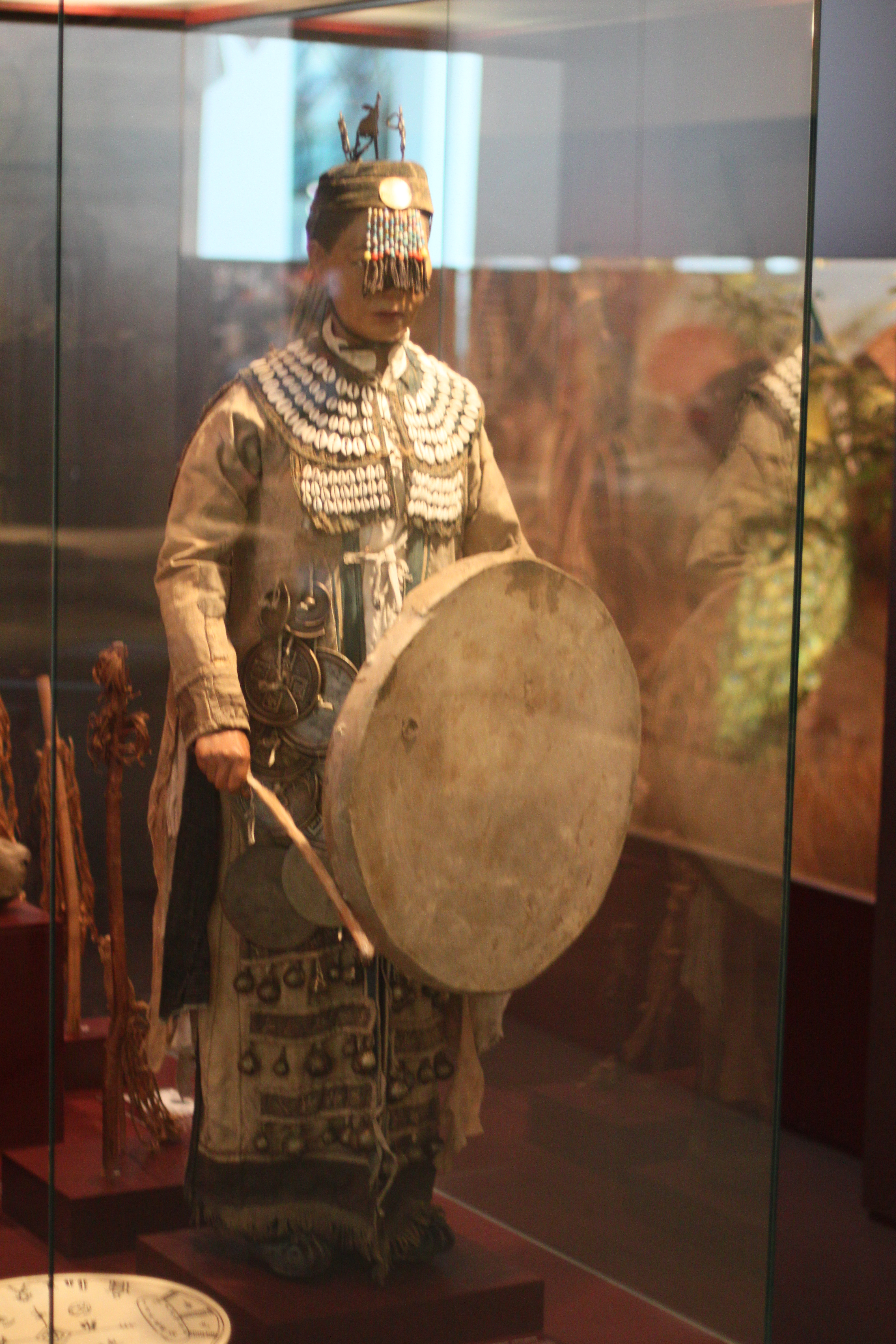
Roupa de xamã da região da Manchúria. Práticas xamanísticas dos "Wu" (巫) antecedem aos mitos da dinastia Shang, persistem como crenças populares e influenciaram os mitos dos imperadores Shennong e Huangdi associados aos primeiros escritos da MTC

A teoria e a prática da Medicina Tradicional Chinesa não são baseadas em conhecimento científico, e seus praticantes discordam grandemente sobre os diagnósticos e os tratamentos dos pacientes. A eficácia da medicina fitoterápica chinesa continua pouco pesquisada e documentada.
Pesquisas farmacêuticas têm explorado o potencial de criação de novos remédios  baseados em princípios ativos que poderiam ser encontrados em soluções da MCT, mas têm obtido pouco sucesso. Um editorial da revista especializada Nature descreve a Medicina Tradicional Chinesa como "repleta de pseudociência"..

### Críticas
A Medicina Tradicional Chinesa, apesar de baseada na maior parte em uso de plantas, está associada ao  tráfico ilegal de animais selvagens e à morte de animais ameaçados de extinção, como o Pangolim e o Rinoceronte. A expansão econômica internacional da China, particularmente através da iniciativa da Nova Rota da Seda, tem expressado também o crescimento de influência das práticas e receitas da MCT, sendo promovida atualmente pelo próprio governo chinês. Com a contemporânea presença econômica chinesa na África, o uso da MCT tem sido verificada no continente, e a busca de satisfazer o mercado animal gerada pela prática com a exploração dos recursos naturais africanos também tem sido denunciada por organizações locais e internacionais, ameaçando a biodiversidade do continente.

## Técnicas terapêuticas da MTC
Os principais métodos de tratamento da medicina tradicional chinesa  basicamente são:
1. Tui Na ou Tuiná (推拿)
2. Acupuntura (針疚)
3. Moxabustão (艾炙)
4. Ventosaterapia (拔罐)
5. Fitoterapia chinesa (中药)

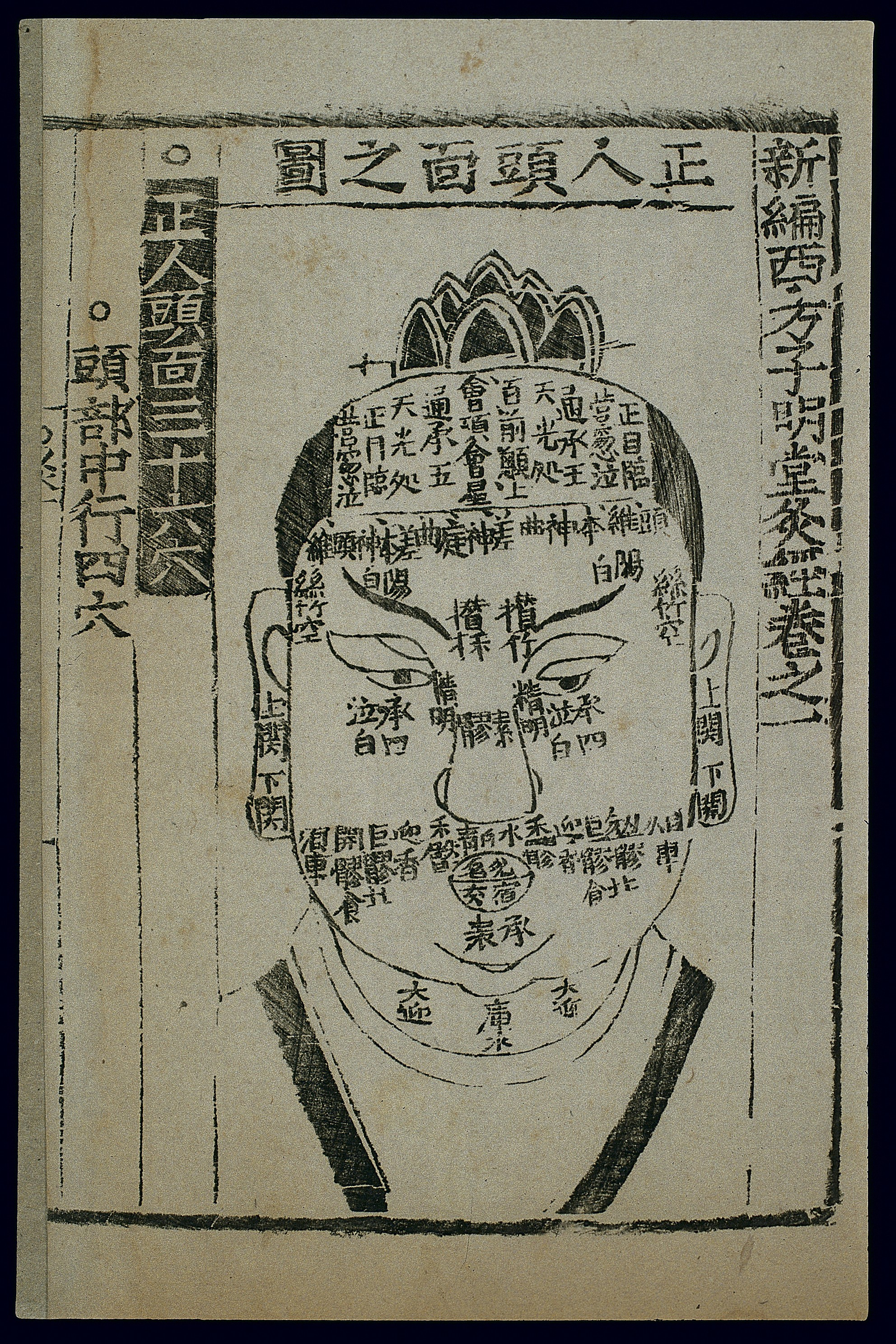
Mapa de pontos para acumoxa, na parte frontal da cabeça em xilogravura chinesa do período Yuan (1206-1368).

6. Terapia alimentar chinesa (食療) ou dietoterapia chinesa
7. Práticas físicas: exercícios integrados a prática de meditação relacionados a respiração e circulação da energia, como o qi gong (氣功), o Tai ji quan (太極拳) e outras artes marciais chinesas internas que podem contribuir para o reequilíbrio do organismo. Estas práticas são consideradas simultaneamente métodos profiláticos para a manutenção da saúde e formas de intervenção para recuperá-la. Práticas como o Zhan Zhuang (站椿), o Baduanjin (八段锦） e o Lian gong（练功）são realizadas atualmente fora do contexto das artes marciais.

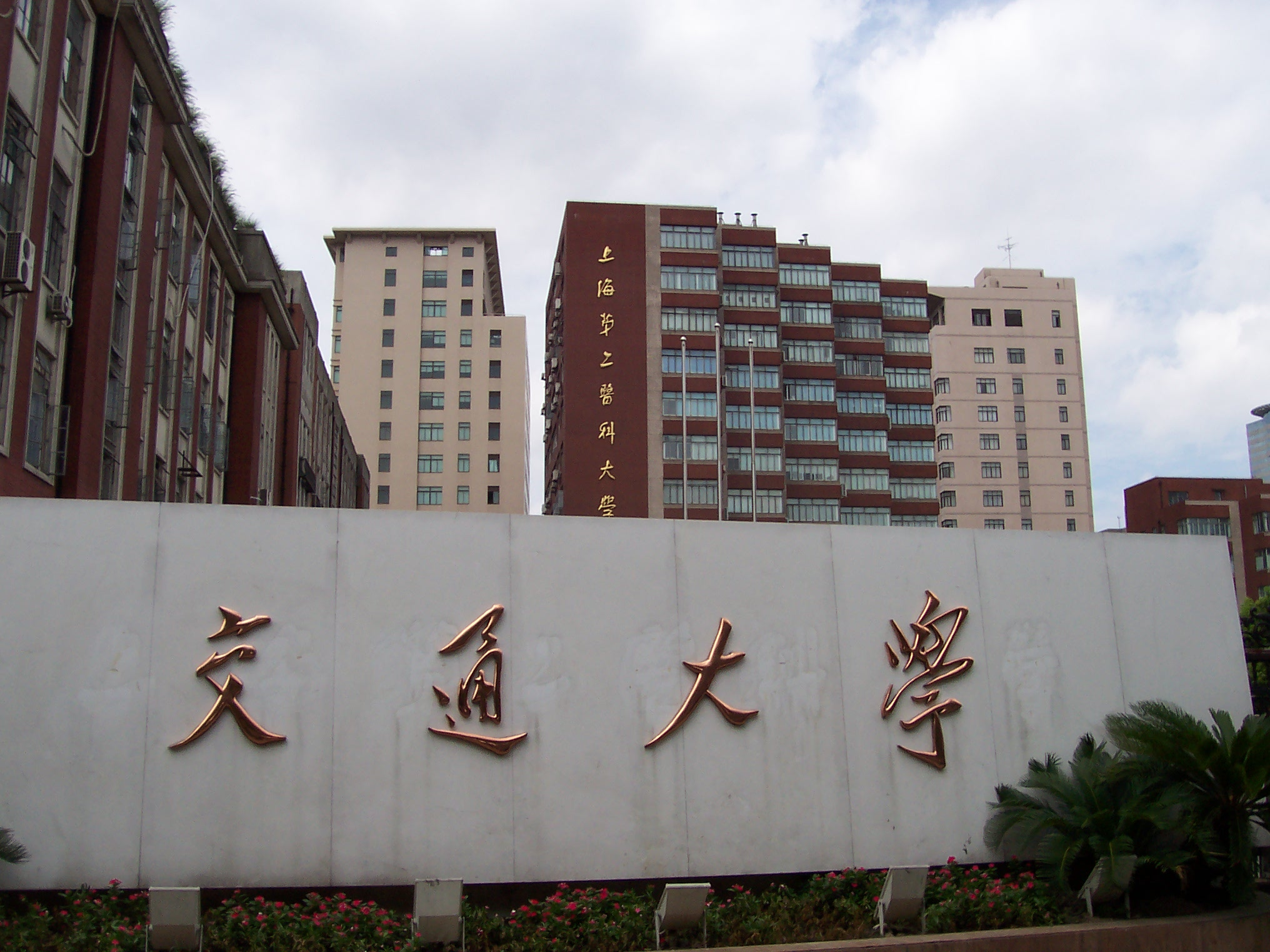
[http://en.wikipedia.org/wiki/School_of_Medicine,_Shanghai_Jiao_Tong_University Escola de Medicina da Universidade Jiao Tong de Xangai

A medicina tradicional chinesa utiliza a fitoterapia e outros medicamentos como seu último recurso para combater os problemas de saúde.
Segundo sua crença básica, o corpo humano dispõe de um sistema sofisticado para localizar as doenças e direcionar energia e recursos para curar os problemas por si mesmo.
O objetivo dos esforços externos deveria se focar em cuidadosamente auxiliar as funções de autocura do corpo humano, sem interferir.
Refletindo esta mesma ideia, um ditado chinês diz que "qualquer remédio tem 30% de ingredientes venenosos".
Atualmente, a medicina tradicional chinesa está progressivamente incorporando técnicas e teorias da medicina ocidental em sua práxis, em especial os tipos de exames sem características invasivas.
Outras técnicas associadas a estes métodos
- Gua Sha ou "esfregar moedas" (刮痧), técnica associada ao Tui Na.
- Auriculopuntura (耳燭療法), especialidade da acupuntura.

## O diagnóstico na MTC

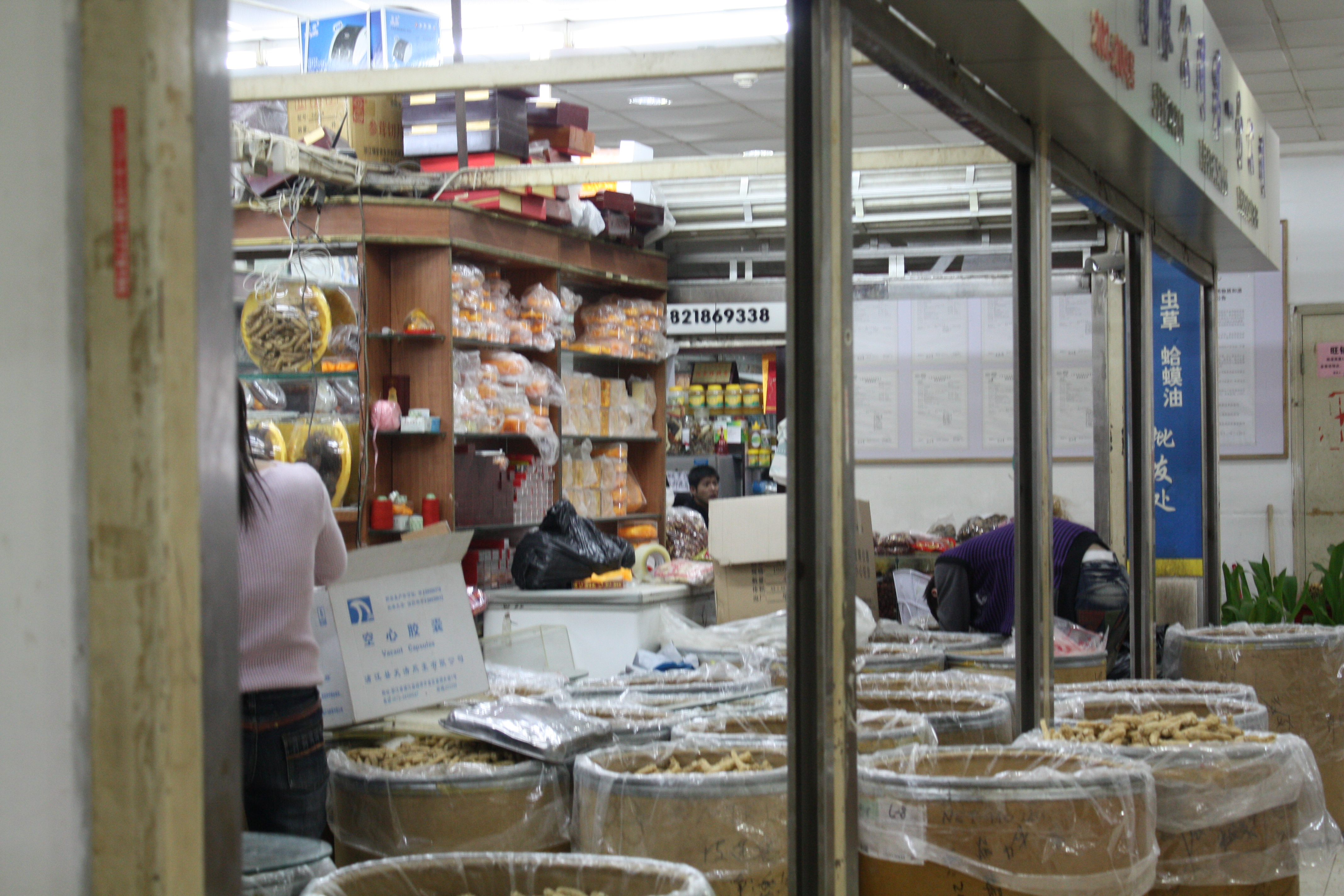
Mercado de medicamentos e ervas em Xangai.

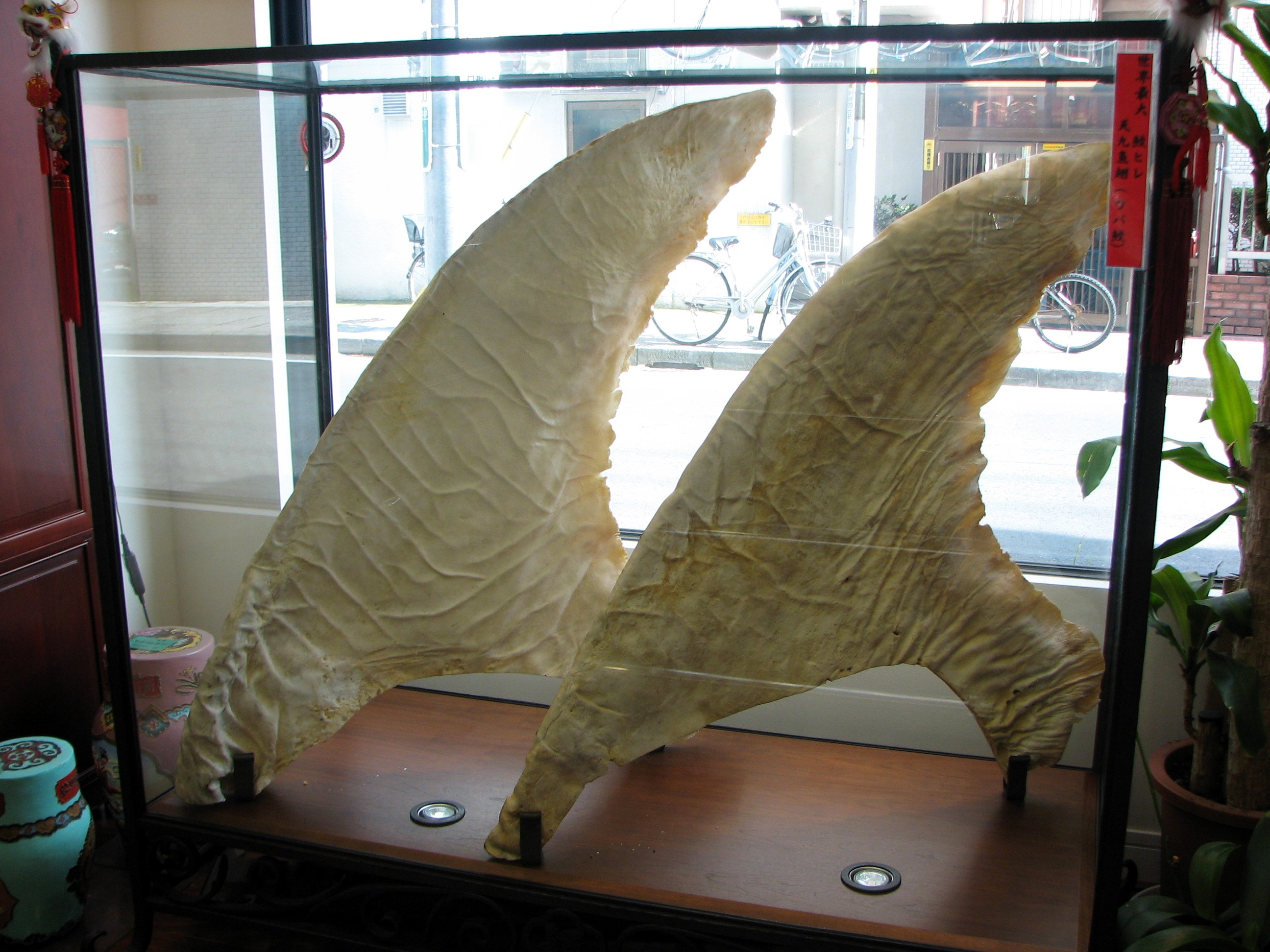
As conhecidas barbatanas de tubarão à venda em loja de medicamentos chineses

Os aspectos básicos a considerar em um diagnóstico pela MTC  são:
- observar (望 wàng),
- ouvir e cheirar (聞 wén),
- perguntar sobre o histórico do paciente (問 wèn),
- palpar o pulso, tórax e abdome, várias partes do corpo, os canais e os pontos (切 qiè).

A partir das informações reunidas desta forma pelo terapeuta, é elaborado um diagnóstico usando como referência um sistema para classificar os sintomas apresentados.
Este sistema se fundamenta no conhecimento dos seguintes princípios teóricos:

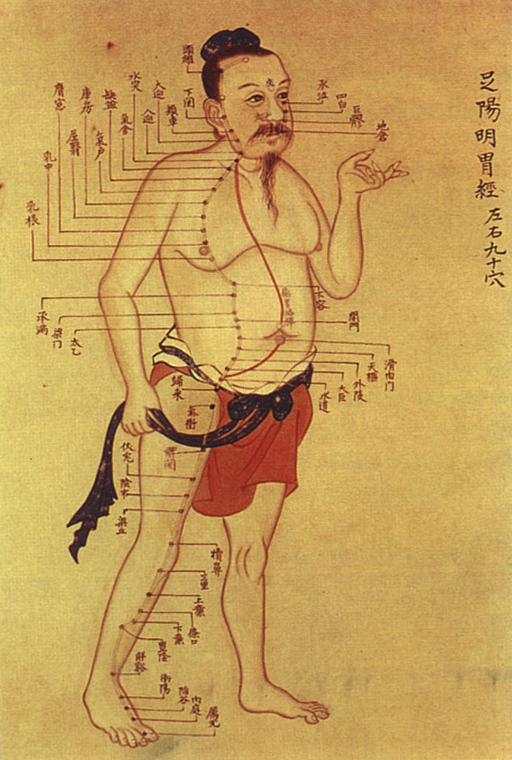
Diagrama do "Meridiano" do estômago

- A relação de Yin/Yang
- A Teoria dos Cinco Elementos
- Os oito princípios do Ba Gua
- A teoria dos órgãos Zang Fu
- Os Meridianos de energia
- Os Seis níveis
- Os Quatro estágios
- O Triplo aquecedor

### Técnicas de diagnóstico
- Tomada do pulso da artéria radial do paciente em seis posições distintas para avaliar o fluxo de energia em cada meridiano.
- Observação da face do paciente.
- Observação da aparência dos olhos do paciente.
- Observação da aparência da língua do paciente.
- Observação superficial da orelha.
- Observação do som da voz do paciente.
- Palpação do corpo do paciente, especialmente do abdômen.
- Comparações da temperatura em diferentes partes do corpo do paciente.
- Observação da veia do dedo indicador em crianças pequenas.
- Tudo mais que possa ser observado sem instrumentos e sem ferir o paciente, como uma conversa levantando seu histórico de saúde e suas queixas atuais.

Para trabalhar com os sistemas de diagnósticos da MTC é preciso desenvolver a habilidade de observar aparências sutis, observar o que está bem a nossa frente mas escapa da observação da maioria das pessoas.
Na China atual, cada vez mais o diagnóstico pela MTC interage com métodos de diagnóstico ocidentais, direcionando-se gradualmente para uma total integração entre os dois sistemas. Frequentemente os praticantes combinam os dois sistemas para avaliar o que acontece com seu paciente.[carece de fontes?]

## Patologias e síndromes

Teoria dos Cinco Elementos: o fogo (火), a água (水), a madeira (木), o metal (金) e a terra (土)

### Patologia interna
Na medicina tradicional chinesa, a patologia interna tem, como causa, desequilíbrios internos  tais como:
- Emoções (demasiado fortes/demasiado prolongadas)
- Má alimentação
- Cansaço excessivo
- Falta de repouso

As principais perturbações energéticas:
- Sintomas moderados / subtis
- Evolução gradual

Coincide com o conceito ocidental de patologia crónica.

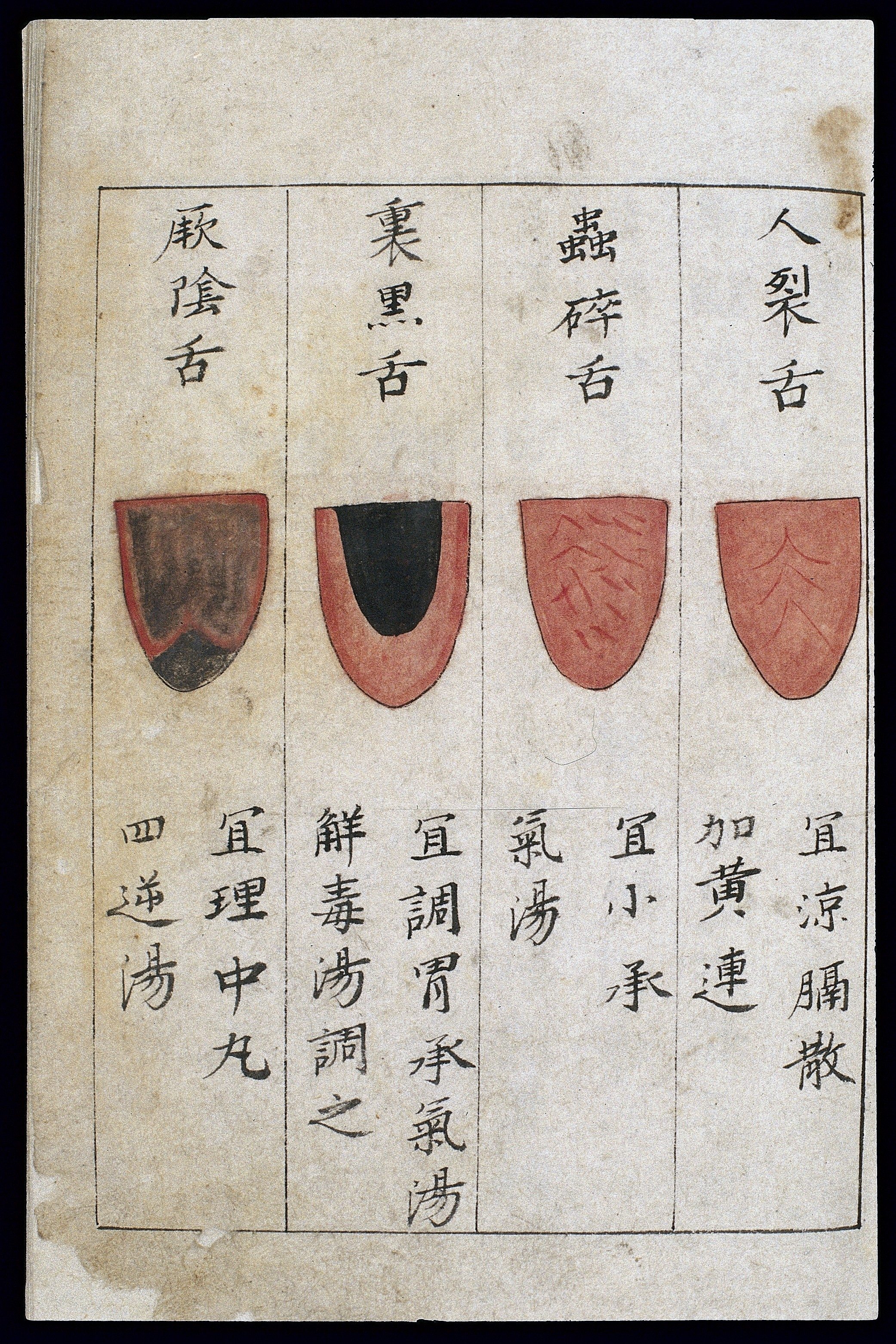
Gráfico de diagnóstico através da língua, datado do 1º ano do período de reinado de Zhengyuan da dinastia Yuan (1341)

### Patologia externa
Na visão da medicina tradicional chinesa, a patologia externa tem, como causa, a penetração de factores externos (ou agentes perversos externos Xie Qi) no organismo:
- Frio/Calor
- Vento/Umidade
- Secura/Canícula

As principais perturbações energéticas:
- Início rápido
- Sintomas intensos/agudos
- Evolução rápida

Corresponde ao conceito ocidental de patologia aguda.

### Sinais, sintomas e síndromes
- Sinais:
  - Clínicos: Observados directamente na consulta (rosto, língua, pulso)
  - Funcionais: O paciente diz em consulta.
- Sintoma - É o sinal interpretado pelo que se torna sintoma.
- Síndrome - É o conjunto de sintomas. Estes são regulares e consistentes.

#### Síndromes gerais
Conjunto de sintomas que dizem respeito à totalidade do organismo e a nenhum órgão em específico.

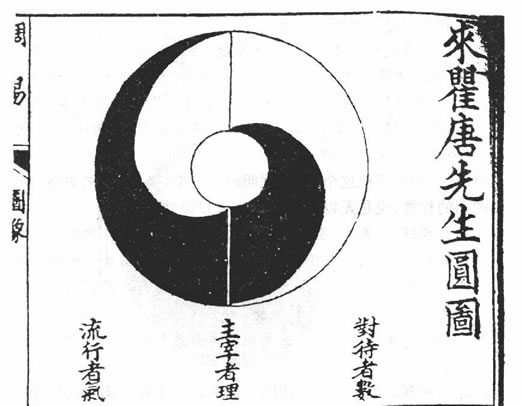
Manuscrito desconhecido (era Ming, século XVII?). As inscrições correspondem possivelmente à descrição de Fu Xi sobre o Ba gua (图 八卦 太极 图, Oito Trigramas). O diagnóstico na MTC pode ser dado a partir da relação de Yin/Yang aqui representados pelo símbolo Taijitu (太极图).

- Vazio de qi
- Vazio de sangue
- Vazio de yang
- Vazio de yin
- Estase
- Humidade-mucosidade
- Humidade-mucosidade-calor
- Plenitude-calor

#### Síndromes de órgão
Conjunto de sintomas que se referem à perturbação de um dos órgãos principais.
| Mão        | Ligação           | Pé            |
| ---------- | ----------------- | ------------- |
| Pulmão     | Tai Yin (Frontal) | Baço-pâncreas |
| Coração    | Shao Yin (Costal) | Rim           |
| Pericárdio | Jue Yin (Central) | Fígado        |

## Datas históricas da Medicina Tradicional Chinesa
Além de datas específicas de conquistas da arte médica, a invenção da escrita e metalurgia modificaram os rumos e evolução dessa técnica no contexto da civilização chinesa.
- 4115 – 4365 aC. - Yang Shao, parentesco matrilinear; Lung Shao, parentesco patrilinear [24] - condição essencial para entender as regras avô-filho-neto no estudo dos 5 elementos.

- 2000 aC - Fundição do Bronze / dinastia Shang [25]

- 1400 aC. - Descoberta do álcool na dinastia Shang (1800 aC. – 1100 aC.) No norte da China [25]

- 600 aC. - Cunhagem de moedas de cobre (Zhou) [25]

- 513 aC.- Primeira referência a fundição do ferro [26]

- 501 a C. - Referência a 4 processos de diagnóstico médico: exame da tez; da língua; auscultação com técnicas da época; exame de pulso e história médica do paciente [26]

- 479 a C. - Data tradicional da morte de Confúcio (551 – 479) [26] [24]

- 436 a C. - Cálculo do ano solar 365 dias 3, 1/4 [26]

- 289 a C. - Morte de Mêncio, discípulo de Confúcio [26]

- 200 aC. – 0 dC. - Primeira dinastia Han, Consolidação da unificação da escrita (pincel sobre papel); "Publicação" do Livro do Imperador Amarelo; paquímetro graduado em "cun"; rota da seda – contato com mundo árabe 51 aC.; contato com romanos; Doutrina dos 5 elementos e Yin Yang. [25] [26] [27]

- 200 a.C. - século II a.C..- Siderurgia do aço [26]

- 113 a.C. - Agulhas de ouro e prata incluídas na tumba do príncipe Liu Sheng [28]

- 140 a.C. - Primeira obra de alquimia chinesa [26]

- 160 a.C. - Hospitais - controle do ensino médico na corte [3]

- 28 a.C. - Início do registro sistemático das manchas solares [26]

- 0 – 200 d.C.- Segunda dinastia Han; Primeiros hospitais, que aumentam de número com desenvolvimento do Budismo [25] [29]

- 50 - Chegada do Budismo [25]

- 215-282 - O médico Zhenjiu Jiayijing de Anding – Gansu publica uma síntese e sistematização do nei jing definindo nomes para 348 pontos [30]

- 300 (século IV) - Publicação das coletâneas de Ge Gong refere-se a moxa com alho e sal para infecções com pus e diversas outras indicações em “Receitas para casos urgentes ao alcance da mão” [30]

- 600 - Publicação tipográfica (?) sobre acupuntura [29]

- 618-917 - Dinastia Tang cria o Instituto de Medicina Imperial (Tai Yi Shu) com departamentos separados de acupuntura, moxabustão e farmacologia [30]

- 624 - Início dos exames sistemáticos controlados pelo estado representado pelo Tai-yi-chou (grande serviço médico) cujo quadro efetivo era de 349 funcionários [3]

- 900 - Impressão com blocos de madeira [29] [25]

- 1000 - Impressão c/ tipos móveis [25]

- 1200 - impressão de ilustrações; publicações de trabalhos de botânica [29]

- 1500 - Hospitais colônias de leprosos [29]

- 1518-1593 (século XVI) - O médico Li Shizhen publica Compêndio de matéria médica (Ben Cao Gang Mu) com recomendações da moxabustão para esquentar os canais e eliminar o frio e umidade. Inclui detalhada descrição da farmacopeia até então conhecida, reunindo 443 produtos derivados de animais; 1 074 substâncias vegetais e 354 produtos minerais. [30] [3]

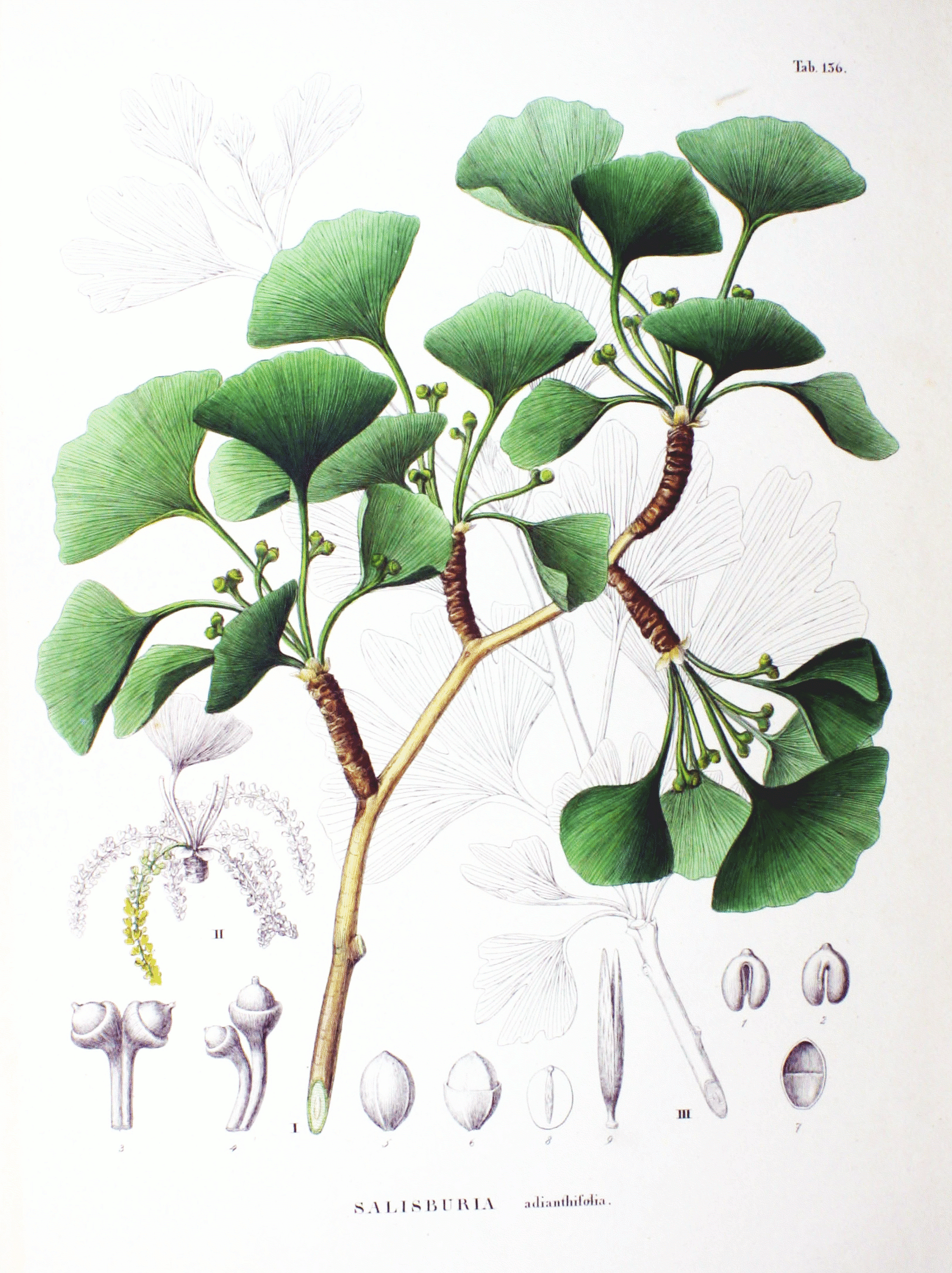
Ginkgo biloba, uma das plantas da farmacopeia chinesa mais conhecidas, pesquisadas e utilizadas na medicina ocidental.

## SATCM
A Administração Estatal de Medicina Tradicional Chinesa da República Popular da China (SATCM - State Administration of  Traditional Chinese Medicine of the People's Republic of China) foi fundada em 1955. A função da organização é organizar a forma de treinar profissionais da medicina tradicional chinesa, fazer pesquisa acadêmica, explorar a tecnologia e proteger a propriedade intelectual.
Destacam-se, entre suas proposições formais:
1. A formulação de estratégias, planos, políticas e normas relevantes para o desenvolvimento da medicina tradicional chinesa (MTC) inclusive como patrimônio imaterial.
2. Supervisionar os cuidados de saúde, prevenção de doenças, preservação da saúde e reabilitação, bem como a prescrição clínica da medicina tradicional chinesa, orientar, planejar e coordenar a estrutura das instituições médicas e de pesquisa
3. Realizar o censo sobre a "matéria médica chinesa", bem como promover a sua protecção, exploração e utilização racional, com a formulação do plano de desenvolvimento industrial e as políticas industriais de apoio à medicina tradicional chinesa, e instituição da lista de medicamentos essenciais.
4. Conduzir o desenvolvimento internacional e a propagação da medicina tradicional chinesa, inclusive com a colaboração e cooperação com Hong Kong, Macau e Taiwan.
5. Executar outras tarefas e ordens do Conselho de Estado e Ministério da Saúde.

## Regulamentação

### Brasil
A portaria nº 971, de 3 de maio de 2006, aprovou a MTC como uma das práticas integrativas da Política Nacional de Práticas Integrativas e Complementares (PNPIC) no Sistema Único de Saúde. Quando criada, eram ofertados apenas cinco procedimentos. Após 10 anos, em 2017, foram incorporadas 14 atividades, chegando às 19 práticas disponíveis atualmente à população.
Em março de 2018, o Ministério da Saúde anunciou a inclusão de dez novas Práticas Integrativas e Complementares (PICS) para pacientes do Sistema Único de Saúde (SUS). Mas o Conselho Federal de Medicina (CFM) informou que as práticas alternativas ou integrativas, como as aprovadas pelo ministério, "não têm base na medicina e são sem evidências".
Em 2019, durante a passagem do então presidente Bolsonaro pela China, assinou-se, em Pequim, um convênio para o ensino de Medicina Tradicional Chinesa (MTC) na Universidade Federal de Goiás (UFG). Sobre o tema, a revista britânica The Economist notou que o governo chinês vem usando seu considerável poder econômico, canalizado através da rede global de "Institutos Confúcio", para estimular o ensino e o uso de MTC. O conselho também emitiu uma nota.
Segundo o presidente do Conselho Federal de Medicina, Carlos Vital, as práticas integrativas feitas no SUS não têm resolubilidade e não têm fundamento na Medicina baseada em evidência (MBE) – ou seja, ignoram a integração da habilidade clínica com a melhor evidência científica disponível, e que "A aplicação de verbas nessa área onera o sistema, é um desperdício e agrava ainda mais o quadro do SUS com carências e faltas".

### Portugal

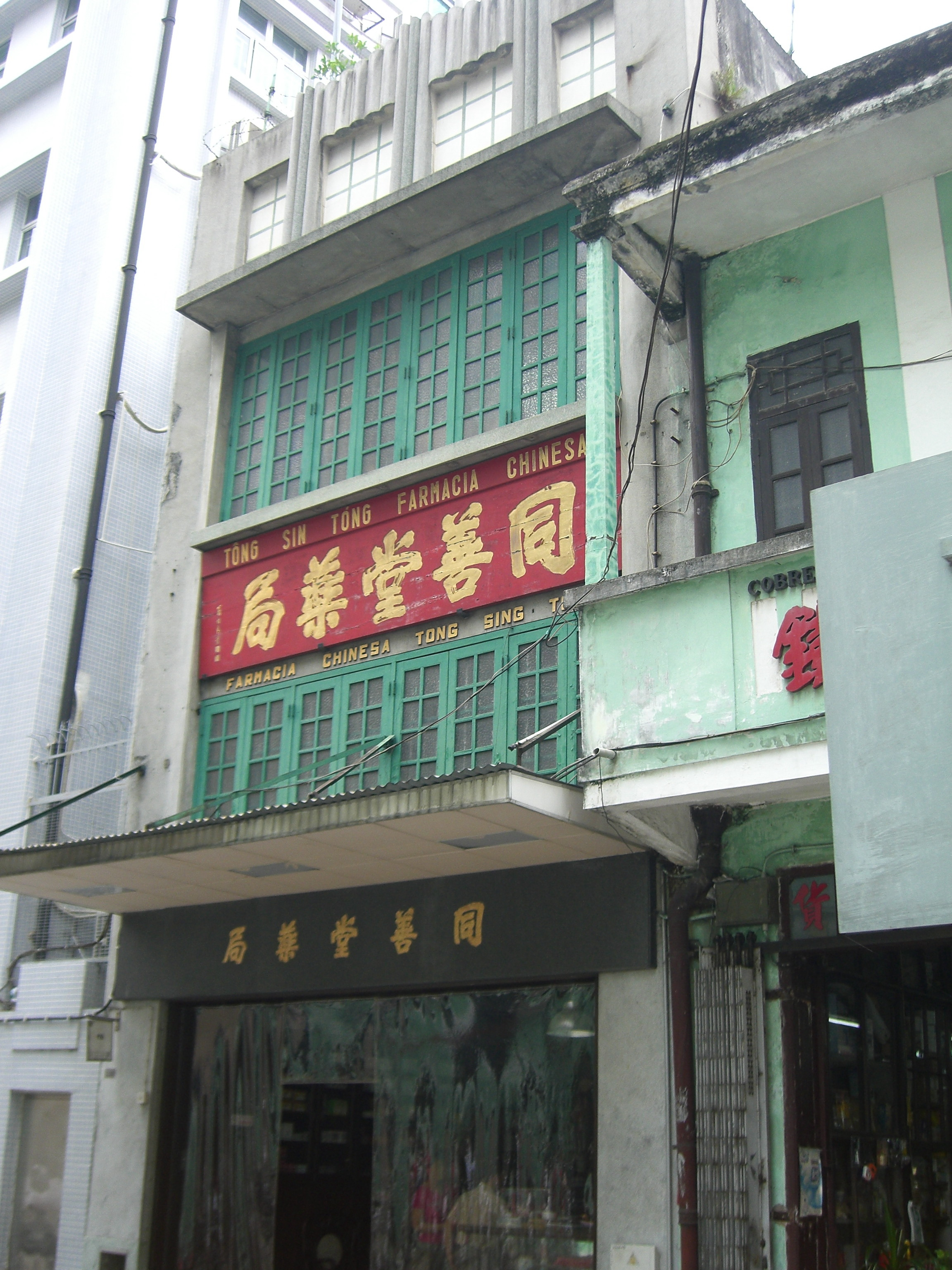
Farmácia chinesa Tong Sin Tong em Macau com letreiro bilíngue

Em Portugal a Medicina Tradicional Chinesa tem vindo a ganhar adeptos e tornado-se uma das mais recorrentes clínicas especializadas em técnicas de tratamento de medicina alternativa e popular. A tradição da China - Portuguesa em Macau é uma das fontes ainda não completamente exploradas e dimensionadas do "sincretismo" entre o pensamento tradicional chinês e a cultura ocidental. A tradução e adaptação de concepções do pensamento chinês na língua portuguesa datam pelo menos 400 anos, período em que essa Região Administrativa Especial da República Popular da China  foi colonizada e administrada por Portugal. Observe-se porém que é recente o desenvolvimento de instituições públicas, como o Centro de Saúde do Fai Chi Kei, que incluem uma clínica de medicina tradicional chinesa desde 1999 e institutos de ensino de medicina tradicional chinesa.  